# S/2003 J 16
S/2003 J 16 là một vệ tinh tự nhiên của Sao Mộc. Vệ tinh này được phát hiện bởi một nhóm các nhà thiên văn học đến từ Đại học Hawaii do Brett J. Gladman dẫn đầu năm 2003.
S/2003 J 16 có đường kính khoảng 2 km, và quay quanh Sao Mộc ở khoảng cách trung bình 0,137 AU (20,5 Gm) trong 600 ngày, ở độ nghiêng 151° so với mặt phẳng hoàng đạo (149° so với đường xích đạo của Sao Mộc), chuyển động theo hướng nghịch với độ lệch tâm là 0,3185. S/2003 J 16 thuộc nhóm Ananke, một nhóm các vệ tinh dị hình chuyển động ngược hướng quanh Sao Mộc ở khoảng cách từ 19,3 đến 22,7 Gm, ở độ nghiêng khoảng 150°.

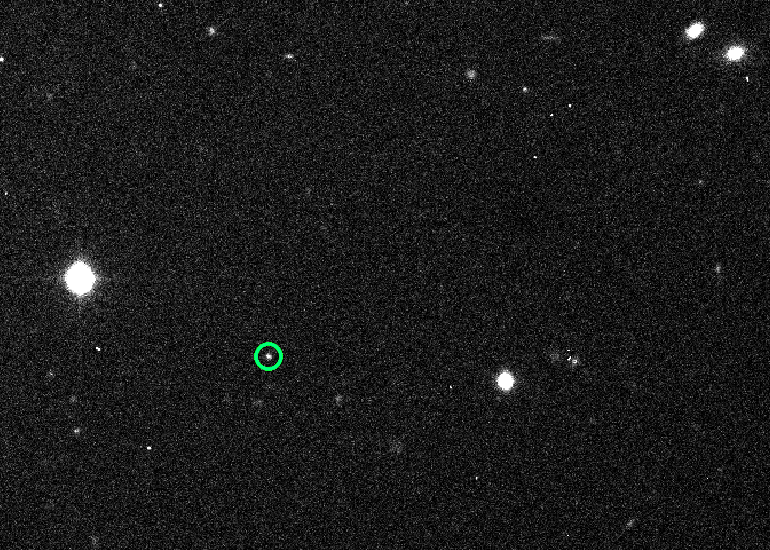
Hình Recovery của S/2003 J 16 vào ngày 8 tháng 9 năm 2010 (khoanh tròn)

Vệ tinh tự nhiên này hiện được cho là đã bị mất tích cho đến tháng 9 năm 2010, khi được chụp lại bằng Kính viễn vọng Canada–Pháp–Hawaii (CFHT). Tuy nhiên, các quan sát về sự tái xuất của S/2003 J 16 không được Minor Planet Center báo cáo cho đến năm 2020, khi Ashton và đồng nghiệp đã xác định vệ tinh này trong cùng hình ảnh chụp bằng CFHT vào tháng 9 năm 2010. S/2003 J 16 cũng được xác định trong các quan sát của Scott Sheppard từ tháng 3 năm 2017 đến tháng 5 năm 2018, tích lũy một cung quan sát dài 5.574 ngày (15 năm) kể từ khi phát hiện ra nó. Sự phục hồi của S/2003 J 16 được Minor Planet Center chính thức công bố vào ngày 4 tháng 11 năm 2020.